# آتش زیبا (فیلم)
آتش زیبا (به تامیلی: Azhagiya Theeye) فیلمی هندی محصول سال ۲۰۰۴ و به کارگردانی رادها موهان است. در این فیلم بازیگرانی همچون پراسانا، ناویا نایر، پراکاش راج، دوادارشینی، عباس و رمبها ایفای نقش کرده‌اند.